# Voda Vrnjci Vrnjačka Banja
Voda Vrnjci Vrnjačka Banja (code BELEX : VDAV) est une entreprise serbe qui a son siège social à Vrnjačka Banja. Elle travaille principalement dans le domaine des boissons non alcoolisées. Elle entre dans la composition du BELEXline, l'un des principaux indices de la Bourse de Belgrade.

## Histoire
En 1969, le Centre de santé de Vrnjačka Banja a décidé de diffuser et de commercialiser l'eau minérale du secteur ; dans ce contexte, Voda Vrnjci a été créée le 5 février 1970 ; la société a été privatisée en 2004. Voda Vrnjci Vrnjačka Banja a été admise au libre marché de la Bourse de Belgrade le 29 décembre 2004.

## Activités
Voda Vrnjci Vrnjačka Banja travaille principalement dans l'embouteillage et la distribution d'eaux minérales et d'eaux de source plates ou gazéifiées ; elle les vend sous les marques Voda Vrnjci et Element,. Elle produit également d'autres boissons non alcoolisées, jus de fruit, toniques et colas.
L'eau est produite à Vrnjačka Banja. La société dispose de 5 centres de distribution en Serbie, à Vrnjačka Banja, Belgrade, Novi Sad, Kragujevac et Niš ; les boissons sont également distribuées au Monténégro, en Bosnie-Herzégovine et en Macédoine.

## Données boursières
Le 3 juin 2014, l'action de Voda Vrnjci Vrnjačka Banja valait 5 200 RSD (44,98 EUR). Elle a connu son cours le plus élevé, soit 30 000 RSD (259,51 EUR), le 20 août 2007 et son cours le plus bas, soit 3 300 RSD (28,55 EUR), le 14 septembre 2011.
Le capital de Voda Vrnjci Vrnjačka Banja est détenu à hauteur de 89,51 % par des entités juridiques, dont 52,39 % par le groupe Ekstra-pet d.o.o., 20,86 % par Zaab Group Inc. et 9,93 % par Steelsoft d.o.o..